# Skip O'Brien
Bernard Francis 'Skip' O'Brien (Jersey City, 20 augustus 1950 – Monmouth County, 6 april 2011) was een Amerikaans acteur.

## Biografie
O'Brien heeft gediend bij de United States Marine Corps tijdens de Vietnamoorlog. Na zijn diensttijd haalde hij in 1980 zijn diploma aan de Brookdale Community College in Lincroft.
O'Brien begon in 1985 met acteren in de film Prizzi's Honor, waarna hij nog meerdere rollen in films en televisieseries speelde. Tijdens zijn acteercarrière woonde hij in Californië, in 2010 verhuisde hij naar Monmouth County waar hij op 6 april 2011 overleed aan de gevolgen van prostaatkanker.
O'Brien was van 1981 tot aan zijn dood getrouwd waaruit hij een zoon en een dochter had.

## Filmografie

### Films
Selectie:
- 2007 The Hitcher – als sheriff Harlan Bremmer sr.
- 2001 Blow – als douaneambtenaar
- 1999 The Muse – als beveiliger Universal Studio
- 1997 Liar Liar – als beveiliger rechtbank
- 1996 Black Sheep – als state trooper
- 1995 Higher Learning – als beveiliger
- 1985 Prizzi's Honor – als barkeeper

### Televieseries
Uitgezonderd eenmalige gastrollen.
- 2000-2003 CSI: Crime Scene Investigation – als rechercheur Ray O'Riley – 24 afl.
- 2001 The District – als kapitein Tanner – 2 afl.

- Virtual International Authority File: 7691154260882624480004